# Захидов, Анвар Абдулахадович
Анвар Абдулахадович Захидов (англ. Anvar A. Zakhidov; род. 2 мая 1953, Ташкент) — советский и американский ученый-материаловед, кандидат физико-математических наук, член Американского физического общества (2009), заместитель директора Института нанотехнологий Техасского университета в Далласе, соруководитель лаборатории гибридной нанофотоники и оптоэлектроники Университета ИТМО. Автор работ в области изучения свойств и практического применения наноматериалов. Заслуженный деятель науки Узбекистана (2023).

## Биография
Окончил Ташкентский политехнический институт в 1975 году, работал в теоретическом отделе Института спектроскопии АН СССР.
В 1976—1981 год работал в Институте спектроскопии Академии наук СССР в Троицке Московской области, где в 1981 году защитил диссертацию на тему «Спектроскопия экситонов с переносом заряда и электрон-экситонных комплексов» и получил степень кандидата физико-математических наук.
В 1981—1984 год ведущий научный сотрудник Центра научного приборостроения Академии наук Узбекской ССР.
В 1984—1986 годах ведущий научный сотрудник Института ядерной физики Академии наук Узбекской ССР, в 1986—1988 был заведующий лабораторией.
В 1990—1995 годах приглашенный профессор кафедры электроники Университета Осаки (Япония), лаборатории химии твердого тела Института молекулярных наук (Оказаки, Япония) и Института молекулярной спектроскопии (Болонья, Италия).
С 1996 года учёный-исследователь в компании Honeywell.
В 2001 году вместе с Рэем Боманом приглашён в Техасский университет в Далласе для создания нанотехнологического центра, где работает до настоящего времени, в 2002 году получил звание профессора.
В 2005 году Анвар Захидов стал сооснователем и президентом компании Solarno, специализирующейся на производстве наноматериалов и консалтинге в области солнечной энергетики.
В 2016 году стал соруководителем лаборатории гибридной нанофотоники и оптоэлектроники на базе кафедры нанофотоники и материалов Университета ИТМО.
Автор экспериментальных работа в области изучения свойств наноматериалов. Теоретически предсказал и потом экспериментально показал фотоиндуцированный перенос заряда от фуллерена C60 к сопряженным полимерам (этот процесс используется в фотоэлементах). Первым синтезировал комплексы фуллеренов с проводящими полимерами и щелочными металлами, исследовал их сверхпроводимость.
Автор публикаций в области изучения углеродных нанотрубок, электропроводящих полимеров, материалов для солнечной энергетики и смежных областей.

## Исследования
В результате научных исследований профессор Анвар Захидов обнаружил несколько важных явлений и предложил новые термины в области физики. Теоретически предсказал фотоиндуцированный перенос заряда с сопряженного полимера (выступающего в роли донора) на фуллерен С60 (выступающий в роли акцептора) и впервые, совместно с Есино и Морита, экспериментально доказал это явление. Теоретически спрогнозировал связанное с зарядами состояние экситонов в органическом веществе, данная связь в электронно-экситонных комплексах была установлена экспериментально.

## Награды и достижения
- 2023 — Заслуженный деятель науки Узбекистана (2023)[7].

- 2018 — Scopus Award Russia.

- 2009 — Член Американского физического общества.

- 2008 — Золотая медаль имени П. Л. Капицы за научное открытие.

- 2006 — Избранный член Российской академии естественных наук.

- 2005 — Nano-50 Award.

- 2003 — Азиатско-американский инженер года.

- 1992 — Italian Consorcia «Физика материалов» Fellowship.

- 1990 — Стипендия Министерства науки, образования и культуры.